# باسم قاسم
باسم قاسم السامرائي لاعب عراقي سابق بكرة القدم، لقبه هو (الجنرال) بين جماهير الرياضية والصحفيين في العراق.

## حياته
كلاعب
لعب للمنتخب العراقي في ثمانينات القرن الماضي ولعب مباراة واحدة في بطولة كأس العالم في المكسيك عام 1986
لعب في صفوف نادي الشرطة العراقي، كان يلعب في مركز الدفاع.

### مدرب
اتجه للتدريب بعد اعتزاله اللعب واشرف على تدريب اندية عديدة أبرزها نادي دهوك العراقي.
استطاع أن ينقل نادي دهوك للفوز بلقب الدوري العراقي لكرة القدم لموسم 2009 - 2010 لأول مرة في تاريخ النادي .
في عام 2011 وبعد تردي نتائج نادي دهوك في الدوري العراقي تم أستبعاده من تدريب الفريق
بعد ذلك تعاقد معه نادي زاخو الذي يلعب في الدوري الممتاز أيضا.
و قد درب نادي السليمانية الذي يلعب في دوري النخبة (الممتاز سابقاً) بعد أن تم تعاقد معه في يوم الـــ 2 من ديسمبر 2012 و تم الإعلان التعاقد بحضور قنوات الأعلامية والصحفيين في مقر النادي في جوارباخ السليمانية ودرب نادي الزوراء موسم 2015/2016 و قد تم إقالته ثم درب نادي القوة الجوية موسم 2016/2017 ثم استلم تدريب المنتخب العراقي في تصفيات كأس العالم في روسيا.

## الإحصائيات التدريبية
آخر تحديث 9 أيلول 2018.
| الفريق            | الجنسية | من           | إلى           | السجل | السجل | السجل | السجل | السجل  |
| الفريق            | الجنسية | من           | إلى           | م     | ف     | ت     | خ     | فوز %  |
| ----------------- | ------- | ------------ | ------------- | ----- | ----- | ----- | ----- | ------ |
| نادي ديالى        | العراق  | 1998         | 1999          | 30    | 10    | 12    | 8     | 033٫33 |
| نادي الزوراء      | العراق  | 21 تموز 2015 | 9 حزيران 2016 | 31    | 20    | 9     | 2     | 064٫52 |
| نادي القوة الجوية | العراق  | 5 تموز 2016  | 14 آب 2017    | 50    | 31    | 18    | 1     | 062٫00 |
| المنتخب العراقي   | العراق  | 22 أيار 2017 | 4 آب 2018     | 17    | 8     | 8     | 1     | 047٫06 |
| نادي القوة الجوية | العراق  | 14 آب 2018   | الآن          | 1     | 0     | 0     | 1     | 000٫00 |
| المجموع           | المجموع | المجموع      | المجموع       | 129   | 69    | 47    | 13    | 053٫49 |

## روابط خارجية
- باسم قاسم على موقع الاتحاد الدولي (مؤرشف)  (الإنجليزية)
- باسم قاسم على موقع كووورة